# 설비종합효율
설비종합효율(Overall equipment effectiveness, OEE)은 실행 예정 기간 동안 제조 작업이 최대 잠재력과 비교하여 얼마나 잘 활용되는지(시설, 시간 및 재료)를 측정한 것이다. 이는 실제로 생산적인 제조 시간의 비율을 식별한다. 100% OEE는 최대 속도(100% 성능)로 중단 없이(100% 가용성) 좋은 부품만 생산(품질 100%)한다는 의미이다.
OEE 측정은 제조 모범 사례이다. OEE와 기본 손실을 측정함으로써 제조 프로세스를 체계적으로 개선하는 방법에 대한 중요한 통찰력을 얻을 수 있다. OEE는 손실 식별, 진행 상황 벤치마킹, 제조 장비의 생산성 향상(예: 낭비 제거)을 위한 효과적인 측정 기준이다. 안정적인 OEE 모니터링을 위한 가장 좋은 방법은 기계에서 직접 모든 데이터를 자동으로 수집하는 것이다.
TEEP(총 유효 장비 성능)는 예정된 운영 시간뿐만 아니라 달력 시간을 기준으로 OEE를 정량화하는 밀접하게 관련된 척도이다. TEEP 100%는 하루 24시간, 1년 365일(100% 로딩) 100% OEE로 작업이 실행되었음을 의미한다.
OEE라는 용어는 나카지마 세이이치에 의해 만들어졌다. 이는 노동 효율성에 관한 해링턴 에머슨(Harrington Emerson)의 사고 방식을 기반으로 한다. OEE의 일반적인 형태를 통해 다양한 산업 분야의 제조 단위를 비교할 수 있다. 그러나 이는 절대적인 측정값은 아니며 프로세스 성능 개선 범위와 개선 방법을 식별하는 데 가장 잘 사용된다. OEE 측정은 성공 지표를 제공하기 위한 린 생산 노력과 함께 핵심 성과 지표(KPI)로도 일반적으로 사용된다. OEE는 시스템을 구성하는 6가지 측정항목("6가지 큰 손실")에 대한 간략한 설명으로 설명할 수 있다.